# Selenki
Selenki – grupa związków chemicznych, sole kwasu selenowodorowego H
2Se.

## Budowa cząsteczki
W przeciwieństwie do tlenków, selenki zazwyczaj nie mają charakteru jonowego.

## Występowanie
Istnieje wiele różnych minerałów selenkowych, takich jak berzelianit Cu
2Se, tiemannit HgSe i naumanit Ag
2Se.

## Otrzymywanie
Rozpuszczony selen łączy się bezpośrednio z metalami, tworząc selenki. Przykładowa reakcja:
2Ag + Se  →  Ag
2Se
Inną metodą otrzymywania jest reakcja metalu z selenowodorem:
H
2Se + Zn  →  ZnSe + H
2

## Właściwości

### Właściwości chemiczne
Selenki pod względem chemicznym mają właściwości podobne do siarczków.

## Zastosowanie
Znajdują zastosowanie w przemyśle szklarskim (zarówno do odbarwiania szkła, jak i do nadawania mu barwy – intensywnie żółtej do czerwonej) oraz w procesie wulkanizacji kauczuków izoprenowych jako katalizator. Selenosiarczki kadmu, będące roztworami stałymi CdSe + CdS, są stosowane jako pomarańczowe i czerwone pigmenty. Selenek bizmutu(III) Bi
2Se
3 to półprzewodnik stosowany w termoogniwach.